# Махмудово
Махмудово или Махмутово (на гръцки: Μαχμώτοβο, Μαχμούτ, Махмутово, Махмут) е бивше село в Егейска Македония, Гърция, на територията на дем Делта в административна област Централна Македония.

## География
Махмудово е било разположено в Солунското поле, в областта Вардария североизточно от Кулакия (Халастра) и югозападно от Текелиево (Синдос), на така наречения Долен път от Солун за Кулакия. Селото е било на десния южен бряг на канала Малък Вардар срещу Лапра.

## История

### В Османската империя
В края на XIX век Махмудово е мюсюлмански чифлик с българско население в Солунска каза на Османската империя. Александър Синве („Les Grecs de l’Empire Ottoman. Etude Statistique et Ethnographique“) в 1878 година пише, че в Махмутовон (Mahmoutovon), Камбанийска епархия, живеят 150 гърци. В „Етнография на вилаетите Адрианопол, Монастир и Салоника“, издадена в Константинопол в 1878 година и отразяваща статистиката на населението от 1873 година, Махмуд (Mahmoud) е показано като село с 25 домакинства и 126 жители българи. Според статистиката на Васил Кънчов („Македония. Етнография и статистика“) в 1900 година Махмудово има 105 жители българи. Цялото християнско население на селото е гъркоманско под върховенството на Цариградската патриаршия - по данни на секретаря на Българската екзархия Димитър Мишев („La Macédoine et sa Population Chrétienne“) в 1905 година в Махмутово (Mahmoutovo) има 64 българи патриаршисти гъркомани.
В 1906 година след голямото наводнение от Вардар според гръцки данни в Махмудово има 50 жители гърци православни и цигани православни, дошли от Кулакия.

### В Гърция
В 1913 година след Междусъюзническата война Махмудово остава в Гърция и е изселено.